# Randig kjortel
Randig kjortel är ett album med Systerpolskan, utgiven 16 september 2016.
Skivan innehåller 19  traditionella låtar och nykomponerade låtar från Dalarna och Uppland. Den spelades in på Riksmixningsverket, Skeppsholmen av Linn Fijal. Den mixades av Linn Fijal och Benny Andersson. Skivan gavs ut på Mono Music och som producent för skivan stod Benny Andersson.

## Låtlista
| 1.  | Älvdalens Brudmarsch                     |   |  |  | 4:15 |
| 2.  | Marsch efter Junkas Jonas/Bingsjöpolskan | - |  |  | 3:08 |
| 3.  | Systerpolska från Ore                    | - |  |  | 3:24 |
| 4.  | Namnlösen                                | - |  |  | 2:52 |
| 5.  | Själva naturen                           | - |  |  | 3:56 |
| 6.  | Polska efter Smultrongärds-Ida           | - |  |  | 2:32 |
| 7.  | Köpmanpolskan                            | - |  |  | 2:20 |
| 8.  | Andakten                                 | - |  |  | 2:22 |
| 9.  | Brudpolska                               | - |  |  | 3:13 |
| 10. | Det hände sig                            |   |  |  | 3:00 |
| 11. | Randig kjortel                           | - |  |  | 2:08 |
| 12. | Mormors brudpolska                       | - |  |  | 3:08 |
| 13. | Hem från Gesunda                         | - |  |  | 2:37 |
| 14. | Ack, ack om det vore dag                 |   |  |  | 2:10 |
| 15. | Polska efter Dieg Anders                 | - |  |  | 2:36 |
| 16. | Polska efter Mårten Blank                | - |  |  | 2:48 |
| 17. | Särna gamla brudmarsch                   |   |  |  | 2:25 |
| 18. | Kolld ir å wärdi                         |   |  |  | 4:30 |
| 19. | Poseidon                                 | - |  |  | 2:57 |

## Medverkande
- Violin och sång - Cajsa Ekstav, Erika Lindgren Liljenstolpe, Sonia Sahlström, Täpp Ida Almlöf och Verf Lena Egardt.[1]
- Nyckelharpa - Cecilia Österholm.[1]
- Violin och solosång - Lena Willemark.[1]

### Fotnoter
1. 1 2 3 4 5  ”Systerpolskan – Randig Kjortel”. Discogs. https://www.discogs.com/Systerpolskan-Randig-Kjortel/release/9102616. Läst 15 augusti 2020.
2. ↑  ”Systerpolskan”. Mono Music. http://www.monomusic.se/cd/systerpolskan. Läst 15 augusti 2020.